# Хоботово (Мичуринский район)
Хоботово — деревня в Мичуринском районе Тамбовской области России. Входит в состав Остролучинского сельсовета.

## География
Деревня находится в северо-западной части Тамбовской области, в лесостепной зоне, в пределах Окско-Донской низменной равнины, на левом берегу реки Алешня.

### Климат
Климат умеренно континентальный, относительно сухой, с холодной продолжительной зимой и тёплым летом. Средняя температура воздуха самого холодного месяца (января) — −11,5 — −10,5 °C (абсолютный минимум — −39 °C); самого тёплого месяца (июля) — 19,5 — 20,5 °C (абсолютный максимум — 40 °С). Среднегодовое количество атмосферных осадков варьирует в пределах от 400 до 650 мм. Продолжительность залегания снежного покрова составляет в среднем 135 дней.

### Часовой пояс
Деревня Хоботово, как и вся Тамбовская область, находится в часовой зоне МСК (московское время). Смещение применяемого времени относительно UTC составляет +3:00.

## История
Впервые упоминается в епархиальных сведениях 1911 года по церковному приходу села Остролучье. В деревне в то время насчитывалось 113 крестьянских дворов с населением: мужского пола — 383, женского пола — 407 человек. 1 октября 1936 года создан Хоботовский лесхоз Тамбовско-Рязанского управления лесоохраны и лесонасаждений на базе дореволюционного лесного хозяйства.

## Население
| 1911 | 1989 | 2002 | 2010 |
| ---- | ---- | ---- | ---- |
| 790  | ↘405 | ↘397 | ↘315 |

### Национальный состав
Согласно результатам переписи 2002 года, в национальной структуре населения русские составляли 98 % из 397 чел.

## Инфраструктура
Личное подсобное хозяйство с зоной сельскохозяйственного использования, индивидуальная застройка усадебного типа.

## Известные уроженцы
- Михеев, Михаил Александрович (1902—1970) — советский учёный в области теплотехники. Академик АН СССР. Доктор технических наук.